# ロピア

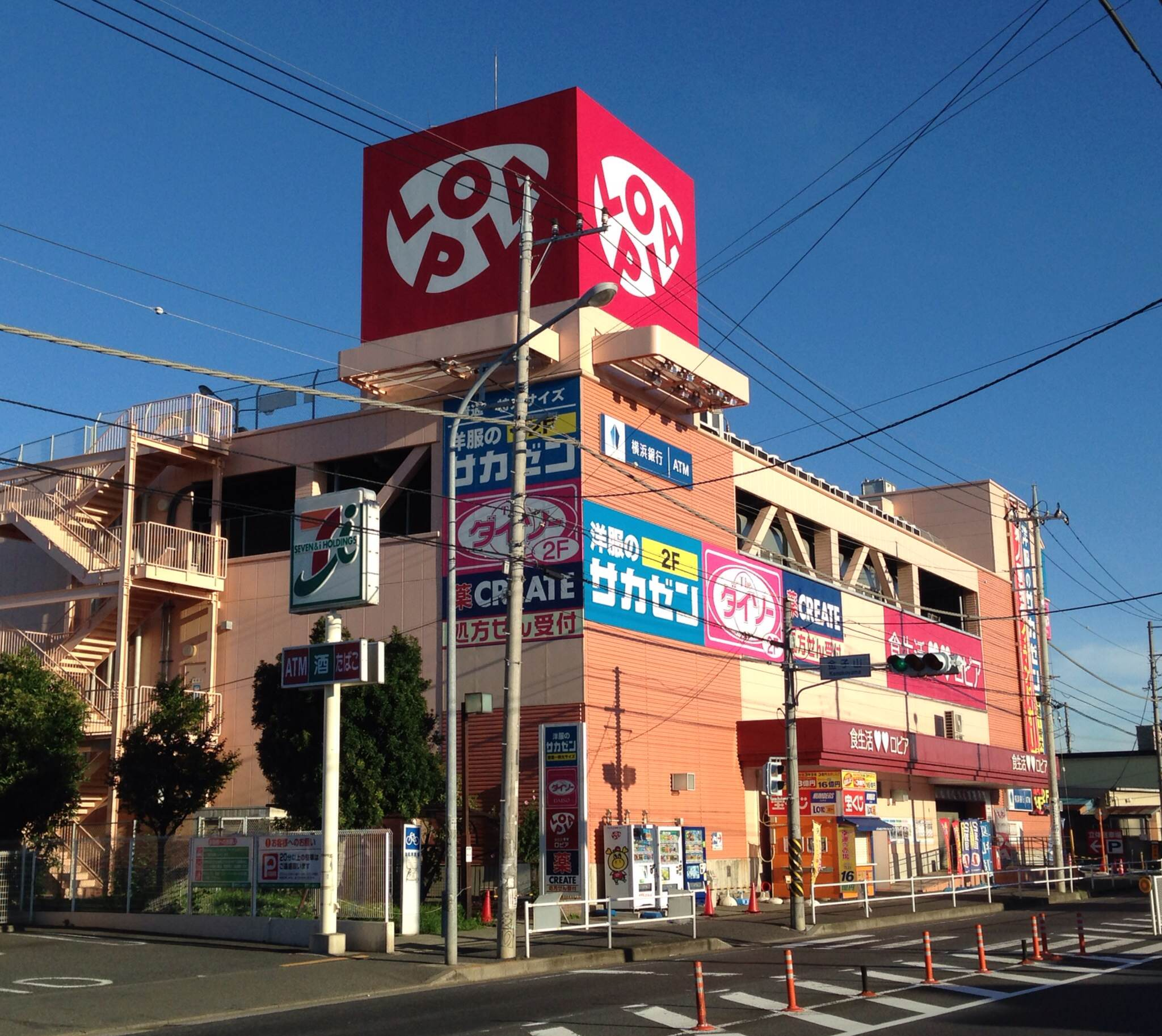
ロピア いずみ中央店（神奈川県横浜市泉区）
ヤマダアウトレット・ダイクマいずみ中央店跡地への居抜き出店

株式会社ロピア（英: LOPIA CO.,LTD.）は、神奈川県川崎市幸区に本社を置き、スーパーマーケットや精肉店を運営するOICグループ傘下の企業。
神奈川県藤沢市で精肉店「タカラヤ」として創業し、食品スーパーの「ロピア」「新鮮大売りユータカラヤ」を展開する。食品ディスカウントストアとして扱われることもある。
社名・店名の「ロピア」は「ロープライスユートピア」が由来で、低価格路線で急速に店舗を増やしている。モットーは「食生活♡♡（ラブラブ）ロピア」。
なお、コンビニスイーツやプリンを製造販売する株式会社ロピア（本社：愛知県）は同名の別会社であり無関係である。

## 概要
「新鮮大売り」を企業コンセプトとして、関東地方及び中部・近畿・北海道・東北・九州地方の1都1道2府12県でスーパーマーケットを展開する。また神奈川県内で食肉専門店を展開している。一般的なスーパーマーケットとの同質化競争を避け、精肉を中心とした生鮮食品部門に特に力を入れている。
野菜売場に「八百物屋あずま」、鮮魚売場に「日本橋魚萬」というように独自の屋号を付け、店舗全体を商店街のイメージとして、各部門の責任者に大きな裁量を与えて運営を行う「個店主義」をモットーとしている。
中規模スーパーマーケットながら、独自のプライベートブランド商品を自社開発しており、飲料や調味料などのストアブランドも取り揃えている。また元来が精肉店であるため、ハム工場にて自家製ハム・ソーセージなども製造しており、加工食品でも「昔ながらのお肉屋さんのパン粉」がある。一部店舗での菓子コーナーでは、蒸気機関車の鉄道模型が走行している。
1990年代から2000年代には、西友が撤退した跡地に居抜き出店することが多かったが、近年はららぽーとなどのショッピングセンター、島忠ホームズ・ヨドバシカメラなどの異業種の量販店にもテナント出店している。ららぽーとTOKYO-BAY西館（旧・船橋そごう）の改築リニューアルにより2012年11月に千葉県へ進出、その後、東京都や埼玉県のみならず、大阪府・兵庫県などの近畿圏や、東海圏・福岡県・宮城県・山梨県にまで店舗網を拡大している。後述のように、2024年から2025年にかけてイトーヨーカ堂から閉店店舗を承継する形で北海道、青森県、岩手県に進出し、新潟県、長野県にも進出予定である。
2024年12月13日、ホームセンタームサシ、ビバホームを運営するアークランズとの業務提携を発表。ロピアはムサシ、ビバホーム施設内への出店優先権を獲得し、ビバホーム吹田千里丘店・清田羊ケ丘通店・ムサシ姫路店に2025年春出店する。アークランズはロピアのフランチャイジーとなり、新潟県・富山県・石川県で10年後に1000億円の売上を目指す。

### 経営形態
- 食肉小売業の経営
- スーパーマーケットの経営
- 手造りハム、ソーセージの製造販売
- 酒類販売
- 食品の輸入貿易業

### 店舗での支払い（決済）
基本的にはクレジットカードや電子マネーは利用できず、支払い方法は現金のみとなる。近年導入されているセミセルフレジもクレジットカード決済には対応していない。なお、ららぽーとTOKYO-BAY店については同ショッピングセンターを運営している三井不動産商業マネジメントとの契約の関係上、クレジットカードが使用できる。
2019年4月よりQRコード決済のPayPayをほとんどの店舗（都内の一部小型店舗を除く）で試験的に導入したが、翌2020年4月末でPayPay導入を終了し、再び支払い方法が現金のみとなった。
2025年からは、自社アプリによるプリペイド式のキャッシュレス決済及びポイント制度を順次導入している。

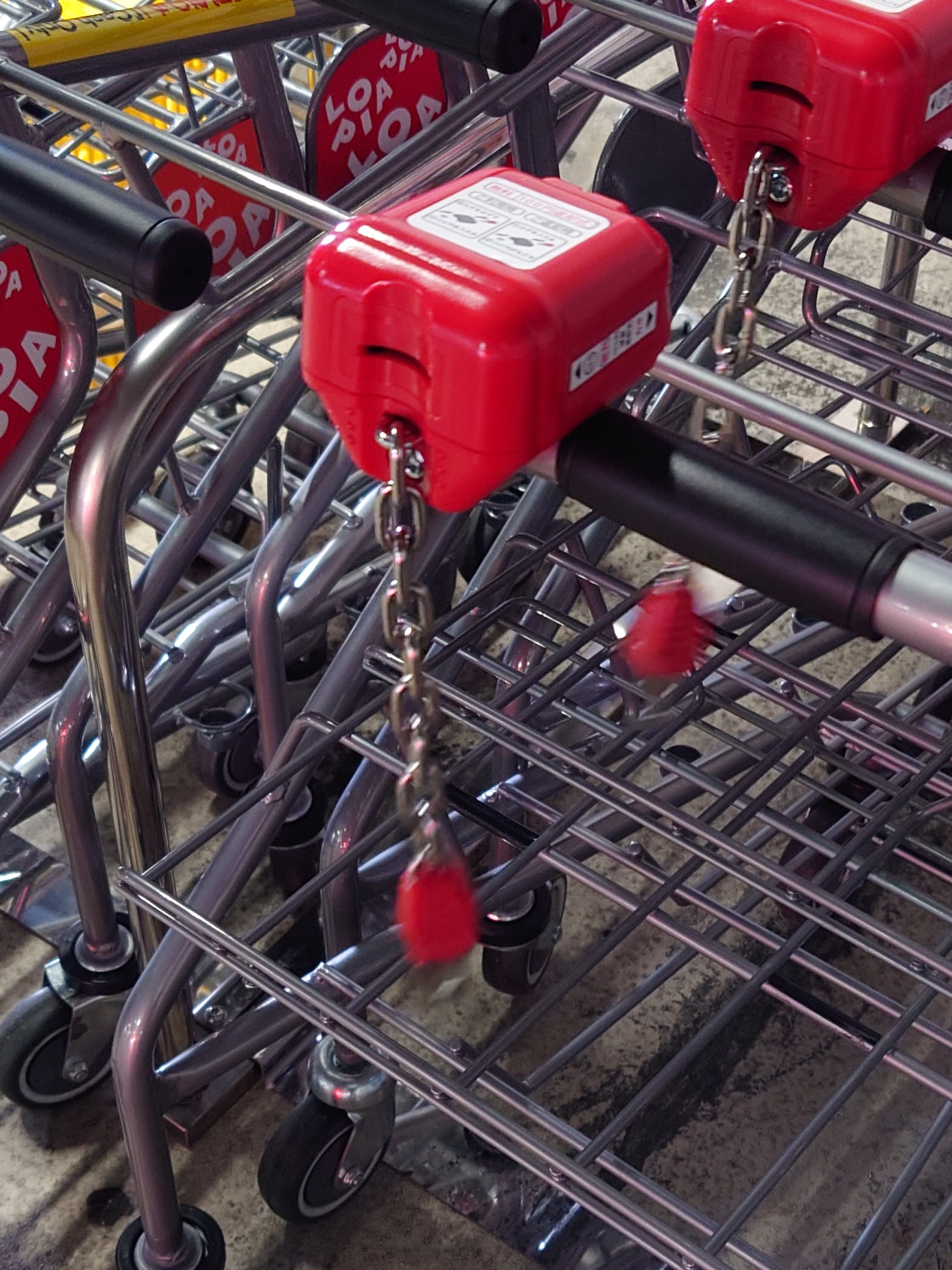
ロピアのショッピングカート(ロピア 名古屋みなと店)

### ショッピングカート
店内のショッピングカートは放置を防ぐためコイン式のものが採用されており、コインロッカーのように100円玉を入れるとカート置き場の鍵が外れて利用でき、使用後にカート置き場に戻すと100円玉が戻ってくる仕組みである。ショッピングカート、買い物かごはどちらも、太陽ビルメン製で、買い物かごは赤い色、精算済みのかごは、黄色かオレンジ。精算済みのかごからは、かごハンドルが外されている。 同様のショッピングカートはオーケーや、三和の一部店舗（イーアス高尾店、ららぽーと沼津店など）でも採用されている。

## 沿革
- 1971年（昭和46年） - 神奈川県藤沢市で「肉の宝屋藤沢店」を創業。
- 1972年（昭和47年） - 「有限会社肉の宝屋中川畜産」を設立（有限会社化）。
- 1976年（昭和51年） - チェーン展開開始。
- 1978年（昭和53年） - デリカテッセン部門開始。
- 1980年（昭和55年） - ハム・ソーセージの製造開始。
- 1994年（平成6年） - 港北ニュータウン（横浜市都筑区）中川店でスーパーマーケット事業参入。
- 1996年（平成8年） - 「株式会社ユータカラヤ」に組織・商号変更（株式会社化）。
- 2011年（平成23年） - 商号を「株式会社ロピア」に変更。新業態として「ロピア港北東急SC店」（神奈川県横浜市都筑区）を出店。
- 2012年（平成24年）11月22日 - ららぽーとTOKYO-BAY西館改築と同時に「ロピアららぽーとTOKYO-BAY店」を出店し、千葉県に進出[5][9][18][19]。
- 2016年（平成28年）
  - 12月 - 相模原市の惣菜製造会社・利恵産業がロピアホールディングスのグループ会社となる[20][21]。
- 2017年（平成29年）4月14日 - 大和情報サービスが運営するショッピングセンター「アクロスプラザ八王子大船」（東京都八王子市大船町）の核店舗として「ロピア八王子みなみ野店」を出店[22][23]、ロピアとしては東京都内に初出店[2]。
- 2018年（平成30年）- 埼玉県新座市の調味料製造会社・丸越食品工業を買収[24]。
- 2019年（平成31年/令和元年）- 川崎市に本社移転。
  - 2月 - PayPayを都内の一部小型店舗を除いた各店舗に試験導入[25]。
  - 2月 - 島忠ホームズ平井店（東京都江戸川区）に「ロピア平井島忠ホームズ店」を出店し[19]、ロピアとしては東京23区内に初出店[2]。
- 2020年（令和2年）
  - 4月30日 - PayPayの試験導入を終了。5月1日から支払い方法が再び現金のみとなる[26]。
  - 9月29日 - 島忠ホームズ寝屋川店に「寝屋川島忠ホームズ店」を出店し、近畿地方に進出[10][27]。
- 2021年（令和3年）
  - 12月 - 株式会社道場六三郎事務所を買収[28]。
- 2022年（令和4年）
  - 5月26日 - ロピアとしては中部地方初の店舗として本巣市の「モレラ岐阜」内に出店、同時に岐阜県に進出[29]。
  - 7月15日 - スーパーバリューとの間で資本業務提携契約を締結[30][31]。
  - 8月31日 - 同日に行われるスーパーバリューの第三者割当増資分を引き受け、同社を連結子会社化[31][32]。
  - 9月1日 - 神奈川ロピア・関西ロピアなど地域子会社5社を吸収合併[33]。
  - 9月23日 - 兵庫県三田市2号店となる「三田対中店」を出店し、ピザのテイクアウトコーナー、「LOPIZZA BUONO」を設置した初の店舗となる。
- 2023年（令和5年）
  - 1月17日 - 台湾の台中市に開業した「ららぽーと台中」の核店舗として「ららぽーと台中店」を出店し、日本国外に進出[34]。
  - 3月 - 有限会社アキダイを買収[35]。
  - 6月2日 - 福岡市博多区に「ヨドバシ博多店」を出店し、九州に進出[36]。
  - 8月22日 - 仙台市宮城野区に「仙台ヨドバシ店」を出店し、東北に進出[37][38]。
  - 10月23日 - グループの丸越醸造がとら醤油を買収[39]。
  - 12月16日 - 桃園市桃園区の「JC PARK桃園春日店」内に出店し、桃園市に進出。
- 2024年（令和6年）
  - 2月1日 - 新北市中和区の「中和環球購物中心」内に出店し、新北市に進出。
  - 2月9日 - 今後イトーヨーカドーが閉店させる店舗のうち、屯田店（札幌市）・青森店（青森市）など7店舗を承継することを発表[40][41][42]。
  - 3月25日 - 那覇市のカーゴス内に「沖縄国際通り店」を出店し、沖縄県に進出[43][44]。なお、同県に関しては初のフランチャイズ形態を取り、「フレッシュプラザ ユニオン」を運営している野嵩商会との協業で店舗を展開する[43]。
  - 4月18日 - 株式会社タイシステムを買収[45][46]。
  - 6月1日 - 新北市新荘区に出店[47]。
  - 7月18日 - イトーヨーカドーより継承した北海道、東北、信越地方の店舗[注 1][注 2]の商業施設としての名称を「CiiNA CiiNA（シーナシーナ）」とし[48]、今後全国に展開することを発表[49]。
  - 10月23日 - 株式会社サンセリーテを買収[50]。
  - 10月31日 - 北海道千歳ハム株式会社[51]、有限会社こむぎ屋[52]、株式会社紅葉堂[53]を買収。
  - 11月23日 - 札幌市北区のCiiNA CiiNA 屯田内に出店し、北海道に進出[54][55]。
  - 12月13日 - アークランズと業務提携[11]。
- 2025年（令和7年）
  - 3月17日 - 有限会社アグリマインドを買収[56]。
  - 3月20日 - 台北市南港区に開業した「ららぽーと台北南港」の核店舗として「ららぽーと南港店」を出店[57]。
  - 3月24日 - 株式会社ザ・ハミルトンを買収[58]。
  - 3月28日 - 神明ホールディングス傘下のコメックスを買収[59]。
  - 5月23日 - 新潟市中央区のアークプラザ新潟内に「ムサシ新潟店」を出店し、北陸に進出。フランチャイズ店であり、運営はアークランズ[60]。台中市南屯区に出店。
  - 5月31日 - 野嵩商会とのフランチャイズ契約終了に伴い、沖縄国際通り店を同日付で閉店し、沖縄県から撤退[61]。
  - 6月27日 - 岩手県花巻市のCiiNA CiiNA花巻に出店し、岩手県に進出[62]。
  - 7月9日 - 群馬県伊勢崎市のミスターマックス伊勢崎店内に出店し、群馬県に進出[63]。
  - 7月26日 - 長野県上田市のアリオ上田内に出店し、長野県に進出[64]。

## 店舗

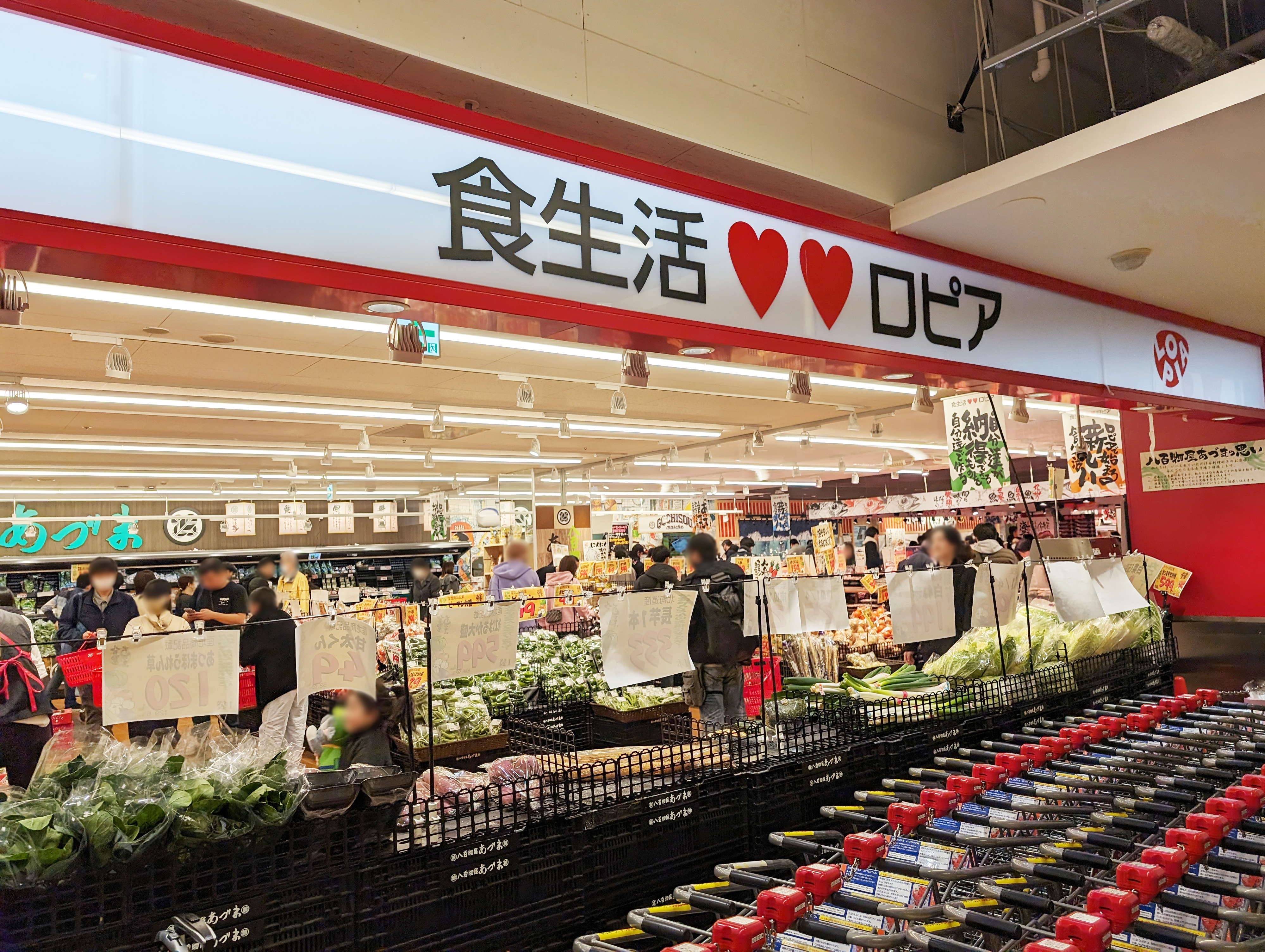
博多ヨドバシ店

### 出店地域
以下の地域に出店している。各店舗の詳細は公式サイト「店舗情報」を参照のこと。

#### 日本国内
北海道、青森県、岩手県、宮城県
神奈川県、東京都 - ロピア、新鮮大売ユータカラヤを展開
埼玉県、千葉県、茨城県、群馬県
新潟県、山梨県、静岡県、岐阜県、愛知県
三重県、奈良県、京都府、大阪府、兵庫県
福岡県

#### 台湾
台湾では「LOPIA」の屋号で出店している。
台北市、新北市、桃園市、台中市、高雄市

### 店舗面積ランキング

#### 関東
1. 蘇我島忠ホームズ店
2. 甲府ヨドバシ店
3. 成田店

#### 関西
1. 兵庫三田店
2. 和泉中央ビバモール店
3. 寝屋川島忠ホームズ店

#### 東海
1. モレラ岐阜店
2. 柳津店
3. 名古屋みなと店

### 過去に存在した店舗
- 日野店（神奈川県横浜市港南区）
ダイクマ日野店隣に出店。
- 富士店（静岡県富士市）
富士駅前ショッピングセンター「パピー」地下1階に出店。
- 美浜ニューポート店（千葉県千葉市美浜区）
2021年12月31日閉店。ミハマニューポートリゾートに出店。
- ユータカラヤ阿佐ヶ谷店（東京都杉並区阿佐谷南）
2012年10月14日閉店。店舗跡にはアキダイが出店。
- ユータカラヤ寒川店（神奈川県高座郡寒川町）
跡地は「新鮮市場なかや」が出店。
- 西橋本店（神奈川県相模原市緑区）[65]
2023年7月30日閉店。コーナン相模原西橋本店内に出店。
- 東松山セキチュー店（埼玉県東松山市）
2024年7月31日閉店。セキチュー東松山高坂店内に出店。跡地にはマミープラスが進出。
- 沖縄国際通り店（沖縄県那覇市）
2025年5月31日閉店[61]。店舗跡にはユニオンスカラ国際通り店が出店[66]。

## OICグループ

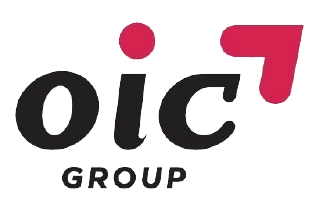
旧ロゴ（ - 2025年）

株式会社OICグループ（オイシーグループ、英: OIC Group Co., Ltd.は、ロピアなどを傘下に持つ日本の持株会社。
旧社名は株式会社ロピア・ホールディングス。2031年までに売上高2兆円、グループ企業100社を目指している。

### 沿革（OICグループ）
- 2011年（平成23年） - 持株会社「株式会社ロピア・ホールディングス」設立。
- 2023年（令和5年）5月1日 - 商号を「株式会社OICグループ」に変更[68]。
- 2025年（令和7年）3月26日 - OICグループが新経営理念「おいしいは、人が生きる力」を制定し、併せてコーポレートロゴをリニューアル[69]。

### グループ会社
傘下に以下のグループ会社を持つ。特記なき場合は全て株式会社。

#### 小売
- ロピア - スーパーマーケット。
- スーパーバリュー - 埼玉県・東京都を中心に出店するスーパーマーケット（東証スタンダード上場）、筆頭株主[30]。
- アキダイ - 小規模スーパーマーケット。
- Firsto - 商業施設「CiiNA CiiNA（シーナシーナ）」、ロピアの一部店舗を運営[70]。

#### 農産・水産
- ファインフルーツおおぎみ
- 有限会社アグリマインド
- 川崎南部青果
- 川崎丸魚
- ロピアファーム

#### 畜産
- 甲斐食産
- 稲葉ブロイラー
- L横浜センター
- 平野養豚

#### 製造
- 利恵産業 - 神奈川県相模原市南区大野台。惣菜・弁当製造。ロピアオリジナル商品の洋菓子も製造する。日本惣菜協会加盟[21]。
- 丸越醸造 - 埼玉県新座市堀ノ内。ロピアのプライベートブランド商品の調味料も製造する[7]。
  - とら醤油 - 1860年創業の調味料メーカー。2023年に丸越醸造の傘下となる。
- 京都食品
- サンセリーテ
- 紅葉堂
- 有限会社こむぎ・家
- 北海道千歳ハム
- コメックス

#### 商社
- ユーラス - 食品輸入商社。ロピアで販売するワイン、パスタ、オリーブオイルなども輸入する[20]。
- 日本マイセラ
- REACO
- 台湾ユーラス
- 韓国ユーラス

#### 外食
- eatopia - 「ギュウトピア」（横浜市都筑区茅ケ崎中央）、「肉匠 みちば」（松戸）、「山科」（銀座）などの焼肉店を運営。
- 道場六三郎事務所 - 「和の鉄人」こと道場六三郎が監修する飲食店「懐食みちば」（松戸）・「銀座ろくさん亭」の運営。
- タイシステム
- ソラノイロ
- ザ・ハミルトン
- eatopiaホールディングス

#### その他
- フードビジネスサポート事業協同組合
- 商人ねっと
- SoupStream

## キャラクター
ロピアのマスコットキャラクターとして、子豚の「ロピタくん」が設定されている。有料レジ袋にはロピタくんの顔のイラストが描かれており、店頭にFRP製のロピタくん人形が飾られているほか、ぬいぐるみも商品化され店舗で販売されている。好物は「お肉」。
- ロピタくんのプロフィール[71]
  - 愛称：ロピちゃん
  - 身長：112.9センチメートル
  - 体重：29キログラム
  - 趣味：食べること、ショッピング
  - 好きなもの：お肉、たのしいお店
  - 嫌いなもの：賞味期限切れの食材

## 不祥事

### 不当解雇訴訟
2018年6月に同社食肉部門担当の従業員が、店舗の商品を会計せず持ち帰ったことで懲戒解雇されたのは不当だとして、従業員が会社を訴えていた訴訟で、2019年10月10日に横浜地方裁判所で解雇無効などとする判決が言い渡された。
従業員が精肉商品6点（3,000円相当）をレジで精算することなく持ち帰ったことに対し、会社は警察に通報したのち懲戒解雇と、また会社は全店舗で従業員を名指しして窃盗を理由に懲戒解雇した旨の掲示をした。従業員は会計忘れについて過失だと主張していた。判決では、警察の捜査が従業員に対する事情聴取だけで終わったことを指摘し、従業員が商品について同僚に説明し、目の前で加工・梱包をしていたことから、故意の犯罪行為だとすれば大胆にすぎるなどとして、故意があったとは認められないとした。横浜地裁は解雇を無効とした上で、解雇されてから現在までの賃金相当額の支払いを命令した。また全店舗に対して掲示をした行為が名誉毀損に当たるとして、77万円の慰謝料（うち7万円は弁護士費用）の支払いも命じた。さらに従業員が管理職（管理監督者）扱いで残業代が支払われていなかった件についても、従業員の業務は精肉加工・販売にかかわる作業であり、実際にはいわゆる「名ばかり管理職」であったとして、未払い残業代約100万円と付加金の支払いも命じた。
ロピアはこの事件により、2019年にブラック企業大賞にノミネートされた。

### 不適正表示
2024年6月11日、農林水産省は12都府県74店舗に対して、スコーンをはじめとする調理食品や揚げ餅をはじめとする菓子など18品の計約65万パックに、国内製造であることの原料原産地を表示せずに販売した不適正表示が発覚、これに対し同省関東農政局は2023年7月26日から2024年6月7日まで当社およびロピア中央林間店に対して食品衛生法第8条第2項に基づく立入検査などの結果、2021年4月1日から2023年7月26日までの間に中央林間店など当社が経営する73店舗において、原産地を表示せず食品64万5994パックを一般消費者に販売していた。同省は当社に対して是正とともに原因の究明や分析の徹底、再発防止対策の実施などについて指示した。

### 納入業者への従業員無償派遣要請
2025年6月16日、公正取引委員会はロピアに独占禁止法違反（優越的地位の乱用）の疑いで立ち入り検査に入った。店舗出店時などに納入業者に無償で従業員を派遣させていた疑いがある。関係者によると、ロピアは遅くとも22年以降、新規出店や改装開店時に納入業者らに商品の陳列や品出しを無償で行うよう要請していた疑いがある。納入業者側は取引関係の悪化を懸念して要求を断れなかったとみられる。